# Alaninska aminopeptidaza
Alaninska aminopeptidaza (EC 3.4.11.2) je enzim koji se koristi kao biomarker za detekciju oštećenja bubrega. On se može koristiti u dijagnozi pojedinih tipova bubrežnih poremećaja. Ona je prisutna u visokim nivoima u urinu, kad postoji problem sa bubrezima.
Aminopeptidaza N je locirana u malim crevima i renalnoj mikrovilarnoj membrani, kao i drugim ćelijskim membranama. U tankim crevima aminopeptidaza N učestvuje u finalnom stupnju varenja peptida generisanih hidrolizom proteina gastričnim i pankreatičkim proteazama. Njena funkcija u epitelu i drugim tipovima ćelija nije potpuno razjašnjena. Veliki ekstracelularni karboksiterminalni domen sadrži pentapeptidnu konsenzus sekvencu koja je karakteristična za članove zink-vezujuće metaloproteinazne superfamilije. Poređenjem sekvence sa poznatim enzimima ove klase je pokazalo da su CD13 i aminopeptidaza N identični.

## Literatura
- CL, Yeager; Ashmun RA; Williams RK (1992). „Human aminopeptidase N is a receptor for human coronavirus 229E”. Nature. 357 (6377): 420—2. PMID 1350662. doi:10.1038/357420a0.
- Shapiro LH, Ashmun RA, Roberts WM, Look AT (1991). „Separate promoters control transcription of the human aminopeptidase N gene in myeloid and intestinal epithelial cells”. J. Biol. Chem. 266 (18): 11999—2007. PMID 1675638.
- O'Connell PJ, Gerkis V, d'Apice AJ (1991). „Variable O-glycosylation of CD13 (aminopeptidase N)”. J. Biol. Chem. 266 (7): 4593—7. PMID 1705556.
- Watt VM, Willard HF (1990). „The human aminopeptidase N gene: isolation, chromosome localization, and DNA polymorphism analysis”. Hum. Genet. 85 (6): 651—4. PMID 1977688. doi:10.1007/BF00193592.
- AT, Look; Peiper SC; Rebentisch MB (1986). „Molecular cloning, expression, and chromosomal localization of the gene encoding a human myeloid membrane antigen (gp150)”. J. Clin. Invest. 78 (4): 914—21. PMC 423717 . PMID 2428842. doi:10.1172/JCI112680.
- Look AT, Ashmun RA, Shapiro LH, Peiper SC (1989). „Human myeloid plasma membrane glycoprotein CD13 (gp150) is identical to aminopeptidase N”. J. Clin. Invest. 83 (4): 1299—307. PMC 303821 . PMID 2564851. doi:10.1172/JCI114015.
- J, Olsen; Cowell GM; Kønigshøfer E (1988). „Complete amino acid sequence of human intestinal aminopeptidase N as deduced from cloned cDNA”. FEBS Lett. 238 (2): 307—14. PMID 2901990. doi:10.1016/0014-5793(88)80502-7.
- TA, Kruse; Bolund L; Grzeschik KH (1988). „Assignment of the human aminopeptidase N (peptidase E) gene to chromosome 15q13-qter”. FEBS Lett. 239 (2): 305—8. PMID 2903074. doi:10.1016/0014-5793(88)80940-2.
- Tokioka-Terao M, Hiwada K, Kokubu T (1985). „Purification and characterization of aminopeptidase N from human plasma”. Enzyme. 32 (2): 65—75. PMID 6149934.
- Watanabe Y, Iwaki-Egawa S, Mizukoshi H, Fujimoto Y (1995). „Identification of an alanine aminopeptidase in human maternal serum as a membrane-bound aminopeptidase N”. Biol. Chem. Hoppe-Seyler. 376 (7): 397—400. PMID 7576235. doi:10.1515/bchm3.1995.376.7.397.
- Favaloro EJ, Browning T, Facey D (1993). „CD13 (GP150; aminopeptidase-N): predominant functional activity in blood is localized to plasma and is not cell-surface associated”. Exp. Hematol. 21 (13): 1695—701. PMID 7902291.
- L, Núñez; Amigo L; Rigotti A (1993). „Cholesterol crystallization-promoting activity of aminopeptidase-N isolated from the vesicular carrier of biliary lipids”. FEBS Lett. 329 (1-2): 84—8. PMID 8102610. doi:10.1016/0014-5793(93)80199-5.
- C, Söderberg; Giugni TD; Zaia JA (1993). „CD13 (human aminopeptidase N) mediates human cytomegalovirus infection”. J. Virol. 67 (11): 6576—85. PMC 238095 . PMID 8105105.
- Kolb AF, Maile J, Heister A, Siddell SG (1996). „Characterization of functional domains in the human coronavirus HCV 229E receptor”. J. Gen. Virol. 77. ( Pt 10): 2515—21. PMID 8887485.
- K, Norén; Hansen GH; Clausen H (1997). „Defectively N-glycosylated and non-O-glycosylated aminopeptidase N (CD13) is normally expressed at the cell surface and has full enzymatic activity”. Exp. Cell Res. 231 (1): 112—8. PMID 9056417. doi:10.1006/excr.1996.3455.
- Kolb AF, Hegyi A, Siddell SG (1997). „Identification of residues critical for the human coronavirus 229E receptor function of human aminopeptidase N”. J. Gen. Virol. 78. ( Pt 11): 2795—802. PMID 9367365.
- Hegyi A, Kolb AF (1998). „Characterization of determinants involved in the feline infectious peritonitis virus receptor function of feline aminopeptidase N”. J. Gen. Virol. 79. ( Pt 6): 1387—91. PMID 9634079.
- X, Dong; An B; L, Salvucci Kierstead (2000). „Modification of the amino terminus of a class II epitope confers resistance to degradation by CD13 on dendritic cells and enhances presentation to T cells”. J. Immunol. 164 (1): 129—35. PMID 10605003.
- R, Pasqualini; Koivunen E; Kain R (2000). „Aminopeptidase N is a receptor for tumor-homing peptides and a target for inhibiting angiogenesis”. Cancer Res. 60 (3): 722—7. PMID 10676659.
- A, Renold; Cescato R; Beuret N (2000). „Basolateral sorting signals differ in their ability to redirect apical proteins to the basolateral cell surface”. J. Biol. Chem. 275 (13): 9290—5. PMID 10734069. doi:10.1074/jbc.275.13.9290.
- Nicholas C. Price; Lewis Stevens (1999). Fundamentals of Enzymology: The Cell and Molecular Biology of Catalytic Proteins (Third изд.). USA: Oxford University Press. ISBN 019850229X.
- Eric J. Toone (2006). Advances in Enzymology and Related Areas of Molecular Biology, Protein Evolution (Volume 75 изд.). Wiley-Interscience. ISBN 0471205036.
- Branden C; Tooze J. Introduction to Protein Structure. New York, NY: Garland Publishing. ISBN 0-8153-2305-0.
- Irwin H. Segel. Enzyme Kinetics: Behavior and Analysis of Rapid Equilibrium and Steady-State Enzyme Systems (Book 44 изд.). Wiley Classics Library. ISBN 0471303097.

## Spoljašnje veze
- The MEROPS online database for peptidases and their inhibitors Архивирано на веб-сајту  (25. септембар 2019)
- CD13+Antigens на 